# 콜린 로런스
콜린 로런스(영어: Colin Lawrence, 1970년 9월 7일 ~ )는 잉글랜드의 배우이다. 드라마 《리버데일》에 출연하였다.

## 출연 작품
- 50가지 그림자: 심연
- 리메모리: 기억추출 - 마이크 버클랜드 형사 역